# Сигло XX
Шахта «Siglo XX» («Сигло-XX» — исп. «Двадцатый век») — оловянный рудник на юго-западе Боливии и шахтёрское поселение возле него. Расположен в городе Льяльягуа в провинции Бустильос, департамент Потоси. Наряду с рудником Катави составляет горнодобывающий комплекс в этом районе.

## История
Предприятие приобрёл в 1910-х годах Симон Итурри Патиньо, которого прозвали «Королём олова». Это было место интенсивной классовой борьбы и постоянных трудовых конфликтов: многие из рабочих были активными членами Профсоюзной федерации боливийских горняков. На борьбу горняков шахт «Сигло XX» и Катави за увеличение зарплат в 1942 году власти ответили террором, устроив бойню в Катави. В конце мая 1949 года правительстенные силы расстреляли ещё 144 рабочих-шахтёров на «Сигло XX».
Шахта была национализирована после «Боливийской национальной революции» 1952 года, когда Революционное националистическое движение и его союзники, включая имеющих влияние в шахтёрском движении троцкистов из Революционной рабочей партии, свергли военную хунту. «Сигло XX» и другие рудники были переданы под контроль нового государственного агентства — Горнодобывающей корпорации Боливии (COMIBOL), которой правительство управляло совместно с рабочими профсоюзами из Боливийского рабочего центра. Комплекс «Catavi-Siglo XX» стал крупнейшим компонентом COMIBOL.
В ночь на 24 июня 1967 года (день Сан Хуана — святого Иоанна) правительственные войска по приказу президента генерала Рене Баррьентоса и новой военной хунты двинулись на шахты «Сигло XX» и Катави, расстреляв там мирных жителей и устроив крупнейшую резню рабочих в истории Боливии. Многие рабочие лидеры, в том числе генеральный секретарь Комитета домохозяек шахтёрского района Сигло-XX Домитила Барриос де Чунгара, были схвачены военными и подвергнуты пыткам.
Ставший впоследствии изгнанником и писателем Виктор Монтойя, бывший очевидцем бойни ещё в детские годы, оценил количество жертв в двадцать убитых и семьдесят раненых. Это преступление легло в основу драмы 1971 года режиссера Хорхе Санхинеса «Мужество народа (Ночь Сан Хуана)» (El Coraje del pueblo).
В 1987 году в рамках сделки с МВФ и Всемирным банком по реструктуризации экономики правительство остановило работу шахты. В настоящее время добыча полезных ископаемых осуществляется членами нескольких крупных кооперативов, которые работают независимо или в небольших группах.